# Fort Custer Training Center
Il Fort Custer Training Center, spesso noto semplicemente come Fort Custer, è una struttura di addestramento della Guardia nazionale dell'esercito del Michigan di proprietà federale e gestita dallo stato, ma è utilizzata anche da altri rami delle forze armate dell'Illinois, dell'Indiana e dell'Ohio. È una delle strutture di addestramento più utilizzate del Midwest ed è adibita principalmente per l'addestramento di armi leggere e di manutenzione a livello aziendale.
Fort Custer occupa un territorio sia nella contea di Kalamazoo, a ovest, sia nella contea di Calhoun a est. La maggior parte delle strutture di Fort Custer si trovano a nord o a sud della M-96 a circa 6,4 km a ovest di Battle Creek, nella contea di Calhoun, e 3,2 km a est di Augusta, nella contea di Kalamazoo. Questo situa il forte a circa 23 km a est della città di Kalamazoo, e principalmente a sud della M-96, ed è diviso da est a ovest dal confine tra le contee di Kalamazoo e Calhoun che corre da nord a sud.

## Storia

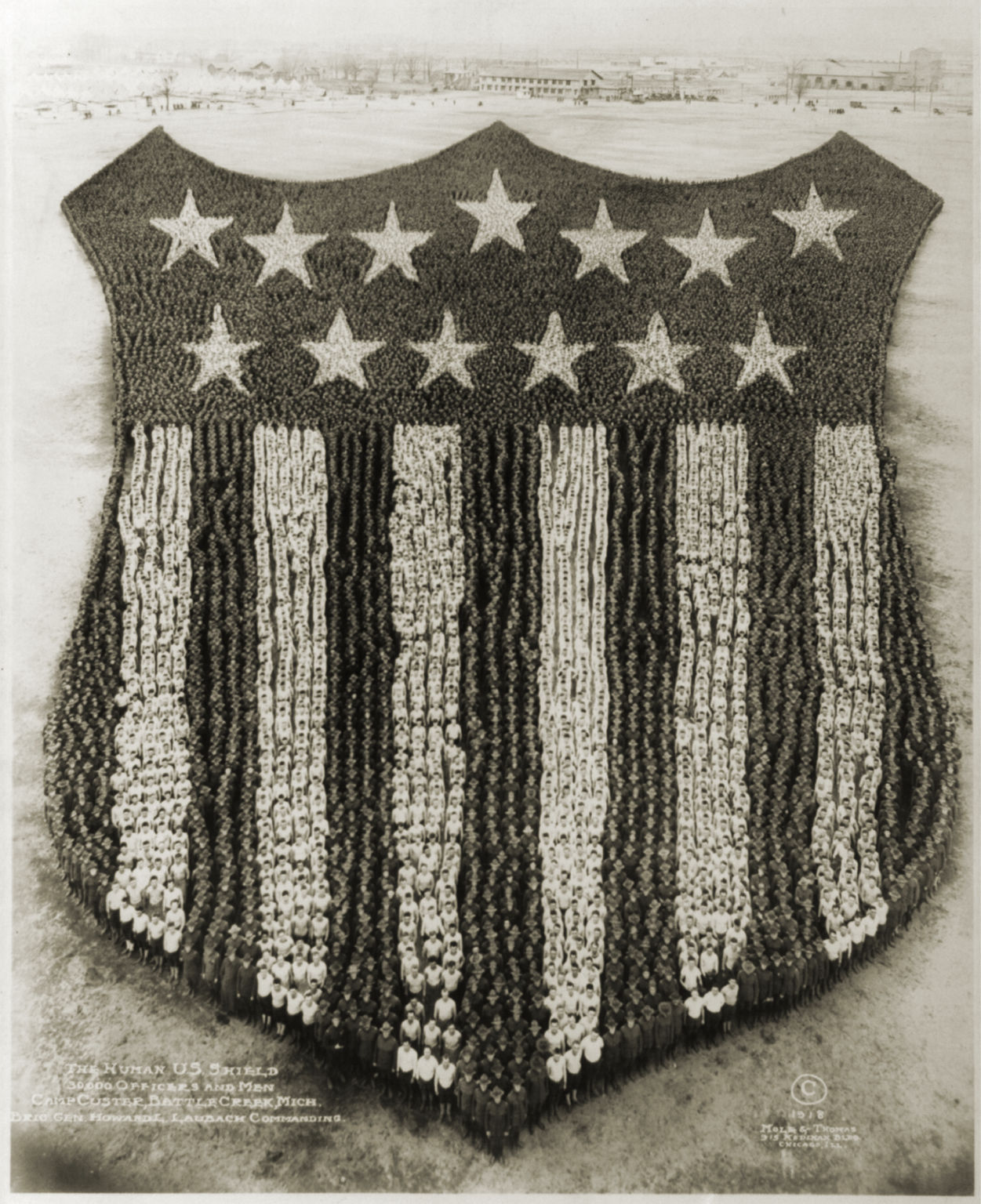
"The Human US Shield", 30000 ufficiali e uomini, a Camp Custer, Michigan, prima guerra mondiale (1918).

Fu costruito nel 1917 per l'addestramento militare durante la prima guerra mondiale. Gli venne dato il nome dall'ufficiale di cavalleria della guerra di secessione americana, il generale George Armstrong Custer, e la struttura addestrò più di 100 000 soldati durante la prima guerra mondiale, di cui 5 000 per la Spedizione orso polare come parte dell'Intervento alleato nella rivoluzione russa.
Il campo venne progettato e costruito per la prima volta, in pochi mesi, dall'ingegnere civile Samuel Arnold Greeley per gestire 35 000 uomini.
Negli anni successivi alla prima guerra mondiale, il campo fu utilizzato per addestrare il Corpo di riserva degli ufficiali e il Corpo di conservazione civile.

### Seconda guerra mondiale
Il 17 agosto 1940, Camp Custer fu designato Fort Custer e divenne una base di addestramento militare permanente. Durante la seconda guerra mondiale, il forte aveva un'area di 64,8 km² e alloggi per 1 279 ufficiali e 27 553 soldati. Vi vennero addestrati più di 300 000 soldati, inclusa la 5ª divisione di fanteria (nota anche come "Divisione diamante rosso") che fu inviata in Islanda nel 1942 per proteggere le rotte dei convogli del Nord Atlantico e nel 1944 sbarcò in Francia poco dopo il D-Day. La divisione vide molti combattimenti e subì pesanti perdite, in particolare nella battaglia di Metz. Nel 1943, Fort Custer era il punto di attivazione per molti reclutati dell'esercito da Chicago, Illinois e altre parti del Midwest. Le nuove truppe ricevevano il loro equipaggiamento prima di essere inviate in treno all'addestramento di base o ad altri incarichi di servizio. Lo scopo principale del campo era quello di fungere da centro di addestramento per la sostituzione della polizia militare. Fort Custer servì anche come campo di prigionia per 5 000 soldati tedeschi fino al 1945.

### Guerra fredda
Fort Custer divenne la sede delle unità della Navy Reserve nel 1949 e di una Marine Corps Reserve Tactical Bridge Company nel 1952. Inoltre durante quel periodo, circa 17 000 soldati furono addestrati per la guerra di Corea e Fort Custer servì come centro di induzione per i reclutati. A partire dal 1959, Fort Custer venne utilizzato, per un decennio, come parte del sistema di difesa aerea nordamericano. Nel 1968, lo stato del Michigan ha rilevato la gestione della base sebbene la stessa rimanga di proprietà federale.

### Usi attuali

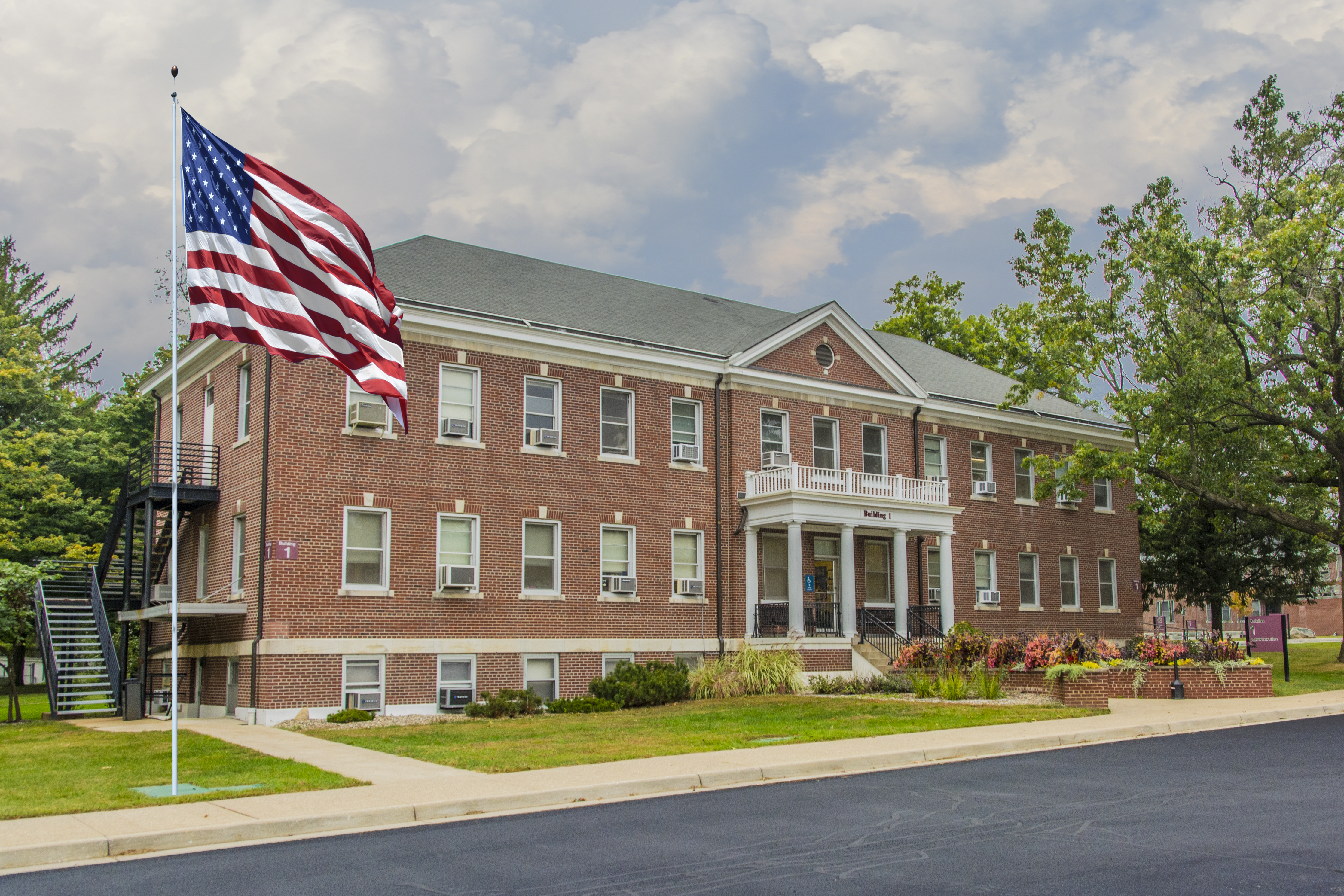
Edificio BCVA

Le strutture di Fort Custer sono utilizzate dalla Guardia Nazionale del Michigan e da altri rami delle forze armate (compresi gli studenti ROTC), principalmente dall'Ohio, dall'Illinois e dall'Indiana. Il 177º reggimento, l'Istituto di addestramento regionale, l'armeria di Augusta e il sito di addestramento per la manutenzione regionale hanno sede a Fort Custer. Inoltre l'FBI, la Polizia di Stato del Michigan e altre forze dell'ordine hanno utilizzato l'area.
Fort Custer offre un centro di apprendimento a distanza, caserme e strutture per la ristorazione per le unità in visita e numerose aree di addestramento. Le gamme di armi leggere sono state aggiornate e le aree di addestramento alle manovre offrono una varietà di terreni.
I cadetti ROTC usano Fort Custer per i loro CFTX semestrali (Esercizi di addestramento sul campo combinati). Questi esercizi consistono nella navigazione terrestre diurna e notturna e nelle corsie dell'esercizio tattico situazionale (STX). I cadetti vengono inseriti in squadre con altri cadetti di scuole diverse e valutati in base alle loro prestazioni.
Fort Custer è considerato l'ubicazione di un sito proposto per la difesa missilistica degli Stati Uniti orientali.
Il Navy Operational Support Center Battle Creek della US Navy Reserve si trova nella parte nord-est della struttura. Fornisce supporto amministrativo, di addestramento e medico a 270 marinai di riserva del Michigan e dell'Indiana, in 13 unità, ed è composto da 14 marinai di supporto a tempo pieno.

## Usi non militari
Istituita durante la prima guerra mondiale e notevolmente ampliata durante la seconda guerra mondiale, la base raggiunse una dimensione di oltre 57 km². Dopo le guerre, le dimensioni della base furono ridotte. Nel 1923, 2,7 km² sono stati trasferiti all'ospedale Battle Creek Veterans Affairs.
L'ospedale ha ricevuto feriti dall'Europa. Durante e subito dopo la seconda guerra mondiale, il Fort Custer Veterans Affairs Hospital servì principalmente per l'assistenza medica ospedaliera e la terapia degli amputati. Gli amputati dei veterani di guerra della seconda guerra mondiale che vivevano nel Michigan si rifiutarono di tornare a Fort Custer per qualsiasi motivo, poiché continuavano ad avere gli incubi dell'ospedale; parlavano di tracce lungo i soffitti degli edifici, dei lunghi corridoi che collegavano tra loro i vari edifici ospedalieri e di tutti gli amputati seduti su imbracature sospese ai binari del soffitto mentre venivano spinti da una stanza all'altra e da un edificio all'altro. Il Fort Custer Veterans Affairs Hospital è noto per fornire un'eccellente assistenza ambulatoriale e, più in particolare, ospedaliera per veterani maschi e femmine con stress post traumatico.
I vasti terreni includevano un'azienda agricola di 0,8 km² per la terapia vocazionale.
I 12,1 km² dell'area ricreativa di Fort Custer costituiscono un parco statale adiacente al Forte, donato dalla base nel 1971. Comprende 35 km di sentieri escursionistici, 32 km di percorsi per mountain bike e 26 km di mulattiere. Viene praticato lo sci di fondo in inverno. Il parco si trova appena ad est di Augusta sulla M-96.